# 哥吉拉 (巴基斯坦)
哥吉拉是巴基斯坦旁遮普省的一座城市，成立於1896年。該市是一個工業中心，擁有生產糖、麵粉和油籽的工廠。